# Крістіан Вульфф
Крістіан Вільгельм Вальтер Вульфф (нім. Christian Wilhelm Walter Wulff; нар. 19 червня 1959, Оснабрюк, Нижня Саксонія, ФРН) — німецький політик і державний діяч, член партії Християнсько-демократичний союз (ХДС).
У 2003—2010 рр. прем'єр-міністр федеральної землі Нижня Саксонія.
У 2010—2012 рр. федеральний президент Німеччини.

## Партійна кар'єра
Вступив до ХДС 1975 року, ще бувши школярем. У 1978—1979 рр. — голова Християнсько-Демократичного союзу школярів Нижньої Саксонії, з 1980 року — Федеральний голова. З 1979 до 1983 року був членом Федерального виконавчого союзу християнської молоді. З 1983 до 1985 року — голова земельного Союзу молоді Нижньої Саксонії. З 1984 року входить до Державного комітету ХДС у Нижній Саксонії з 1994 до 2008 року він був його головою. Із 7 листопада 1998 року до його обрання на посаду президента, Вульфф один за чотирьох заступників голови національного комітету ХДС і з 21 березня 2003 року — член Ради Фонду Конрада Аденауера.

## Політична кар'єра в Нижній Саксонії
1975 року, у віці 16 років, вступив до ХДС.
З 1978 року до 1980 року — член федерального виконавчого органу ХДС.
З 1979 року до 1983 рік — член федерального виконавчої органу Спілки молоді, Ніжньосаксонське земельне відділення якого він очолював з 1983 до 1985 року.
З 1984 року — адвокат земельного виконавчого органу ХДС у федеральній землі Нижня Саксонія.
З 1989 до 1994 року — депутат і голова групи ХДС Ради міста Оснабрюк.
1994 року вперше балотувався у депутати ландтагу Нижньої Саксонії. Того ж року він став головою парламентської групи ХДС і залишався ним до 2003 року.
З 1994 до 2008 року — голова відділення ХДС у землі Нижня Саксонія.
З 1998 року — заступник голови Національного ХДС.
З 4 березня 2003 року до 30 червня 2010 рік — прем'єр-міністр землі Нижня Саксонія.

## Президентські вибори
Висунутий на пост президента Німеччини 3 червня 2010 року панівною коаліцією ХДС/ХСС-ВДП з ініціативи канцлера Анґели Меркель, після несподіваної відставки президента Горста Келера. Іншим кандидатом на пост президента був відомий колишній східно-німецький правозахисник, колишній пастор, тривалий час федеральний уповноважений із розслідування архівів Штазі, безпартійний Йоахім Ґаук.
Вибори пройшли в 3 тури. Для перемоги в першому або другому турі кандидатові необхідно було набрати абсолютну більшість у 623 голоси членів Федеральних зборів. У першому турі за Вульфа проголосувало 600 депутатів, а в другому — 615. Лише в третьому турі Крістіан Вульфф зміг набрати 625 голосів і був обраний президентом країни з дуже незначною перевагою, практично завдяки парламентській більшості альянсу ХДС/ХСС-ВДП в Бундестазі. Таким чином Крістіан Вульфф 30 червня 2010 року став десятим федеральним президентом Німеччини.

## Президентство
З 30 червня 2010 року — президент Німеччини. Крістіан Вульф став наймолодшим президентом ФРН у її історії. 2 липня 2010 року приведений до присяги. 17 лютого 2012 заявив про свою відставку. Президентство Вульффа протривало всього 20 місяців.

## Афера Вульффа
- У грудні 2011 його звинуватили у тому, що 2010 року за часів свого прем'єрства в уряді землі Нижня Саксонія приховав від Ландтагу отримання від знайомого підприємця Егона Ґеркенса вигідного півмільйонного кредиту[2] на купівлю власного будинку. Потім він спробував спростувати цей факт, вказавши, що отримав кредит не від самого Ґеркенса, а його дружини. Заднім числом він також доплатив різницю до нормального проценту кредиту.[3]
- Набув розголосу факт про спробу Вульффа погрожувати редакторові газети Bild, що збирався надрукувати дані про приватні фінансові справи Вульффа. Ці погрози були записані на телефонний автовідповідач журналіста й на прохання Вульффа не були оприлюднені у ЗМІ. Проте їхній зміст став відомим.
- У ЗМІ оприлюднили дані про приватні відпустки Вульффа, оплачені його друзями. Декілька разів Вульфф під час подрожей з дружиною у відпустку отримував у літаках місця бізнес-класу у вигляді «премій».
- Політична опозиція (СДП, «Зелені») спершу утрималася від відкритих закликів до відставки Вульффа, проте численні засоби масової інформації виступали за негайну відставку.
- Прокуратура Німеччини відкрила кримінальну справу проти колишнього багаторічного речника та соратника Вульффа Олафа Глезекера (Olaf Glaeseker) зі звинуваченням у хабарництві. 29 січня 2012 року в приміщенні управління федерального президента провели обшук.[4]
- Канцлер ФРН Анґела Меркель кілька раз заявляла про «повну довіру» («vollstes Vertrauen») Вульффові,[5] проте деякі представники урядової коаліції висловлювалися за відставку.
- 16 лютого 2012 прокуратура землі Нижня Саксонія подала в Бундестаг офіційний запит про зняття з Вульффа імунітету для проведення розслідування за звинуваченням у порушеннях закону про фінансові доходи державних службовців. У прокуратурі заявили про достатність підстав підозрювати президента у використанні службового становища в приватних цілях.
- Уранці 17 лютого 2012 року Вульфф заявив про свою відставку[6]